# Butorfanol
Butorfanol é um fármaco agonista parcial utilizado pela medicina humana e pela medicina veterinária como analgésico opioide, é utilizado também para promover a analgesia em gatos.